# Ribellione di Red River

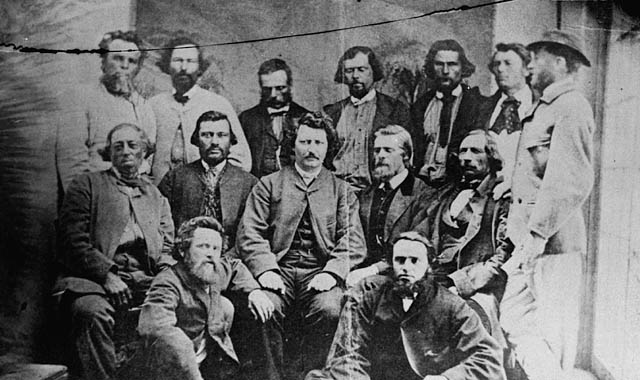
Il governo provvisorio Métis con Louis Riel

La Ribellione di Red River è il nome dato agli eventi che circondano le azioni del governo provvisorio istituito dal leader Métis Louis Riel nel 1869 nella Colonia di Red River, in quella che è oggi la provincia canadese del Manitoba. 
La ribellione è stata la prima crisi affrontata dalla Confederazione Canadese. Il governo canadese acquisì la Terra di Rupert dalla Compagnia della Baia di Hudson nel 1869 e nominò un governatore di lingua inglese, William McDougall, che fu osteggiato dagli abitanti di lingua francese della colonia. McDougall inviò ispettori prima che la terra fosse ufficialmente trasferita al Canada per organizzarla secondo un sistema di concessioni utilizzato in Ontario. I Métis, guidati da Riel, impedirono a McDougall di entrare nel loro territorio. Quando McDougall dichiarò che la Compagnia della Baia di Hudson non aveva più il controllo del territorio e che il Canada ne aveva chiesto il trasferimento della sovranità, i Métis crearono un proprio governo provvisorio e Riel negoziò direttamente con il governo canadese per stabilire una nuova provincia: il Manitoba. 
Nel frattempo, gli uomini di Riel avevano arrestato i membri di una fazione pro-canadese, che avevano resistito al governo provvisorio, tra cui Scott Thomas. Scott fu messo sotto processo e giustiziato per reati di solito considerati non capitali. Il Canada e il governo provvisorio immediatamente negoziarono un accordo. Nel 1870, passò il Manitoba Act e la Colonia di Red River entrò nella Confederazione del Canada come provincia del Manitoba. Nella legge furono inseriti alcuni punti voluti da Riel, come scuole di lingua francese per i bambini Métis e la protezione del cattolicesimo. 
Dopo che l'accordo fu raggiunto, il Canada inviò nel Manitoba una spedizione militare (conosciuta come la Wolseley Expedition o Red River Expedition), composta da milizie canadesi e soldati regolari britannici guidati dal colonnello Garnet Wolseley, con il compito di far rispettare l'autorità federale. Venendo questa spedizione dall'Ovest, in cui l'indignazione (soprattutto in Ontario) era cresciuta dopo l'esecuzione di  Scott, in molti chiesero che Wolseley arrestasse Riel e reprimesse quella che consideravano una ribellione. Sebbene Riel fosse oramai fuggito, l'arrivo della spedizione segnò la fine della Ribellione di Red River.